# Nationaler Rat für das Studium der Archive der Securitate
Der Nationale Rat für das Studium der Archive der Securitate (auch Landesrat für das Studium der Securitate-Archive, rumänisch: Consiliul Național pentru Studierea Arhivelor Securității (CNSAS)) ist eine erstmals am 7. Dezember 1999 per Gesetz geschaffene rumänische Behörde zur Aufarbeitung der Akten der bis 1990 existierenden Securitate. 
Auch nach der Schaffung der neuen Behörde standen die Akten anfangs weiter unter der Aufsicht des rumänischen Nachrichtendienstes und erst auf Antrag wurden Unterlagen herausgegeben. Nach ersten Streitfällen über die Frage ob einzelne Unterlagen vollständig übergeben wurden, entschied Staatspräsident Emil Constantinescu, dass in Streitfällen zukünftig der Oberste Rat für Landesverteidigung entscheiden soll. Am 29. Dezember 2006 war die Übergabe sämtlicher Akten, rund 1,6 Millionen, an die CNSAS abgeschlossen.
Das rumänische Verfassungsgericht entschied 2008, dass das Gesetz zur Schaffung des CNSAS nicht verfassungsgemäß ist. Die Regierung erließ daraufhin am 5. März 2008 ein neues Gesetz, mit der Einschränkung, wonach das CNSAS keine rechtsverbindlichen Aussagen über die Kollaboration von Politikern, Richtern, hohen Beamten und anderen Persönlichkeiten des öffentlichen Lebens mehr erlaubt ist. Diese Aufgabe obliegt seit 2008 Gerichten. 
Leiter der CNSAS war von 2000 bis 2006 Gheorghe Onișoru, sein Nachfolger ist Dragoș Petrescu. 